# Emilio Bulgarelli
Emilio Bulgarelli (ur. 15 lutego 1917 w Reggio di Calabria, zm. 2 lutego 1993 w Neapolu) – włoski piłkarz wodny, członek kadry Włoch, która zdobyła złoty medal na Letnich Igrzyskach Olimpijskich w Londynie w 1948 roku. W 1947 wystartował w mistrzostwach Europy zdobywając złoto z drużyną Włoch. 

## linki zewnętrzne
- Profil zawodnika na sports-reference.com. sports-reference.com. [zarchiwizowane z tego adresu (2020-04-18)].